# District I van Boedapest
District I of Várkerület is een district in Boedapest dat overeenkomt met de oude stadskern van Boeda, aan de westzijde van de Donau. Het district bestaat uit de burcht van Boeda en de waterstad aan de oever van de rivier. Halverwege het district ligt de beroemde Kettingbrug (Hongaars: Széchenyi-Lánchíd).
In 2007 telde het district ongeveer 25.000 inwoners.

## Bezienswaardigheden
- Matthiaskerk
- Vissersbastion
- Kabeltrein (Sikló)
- Boeda-kasteel

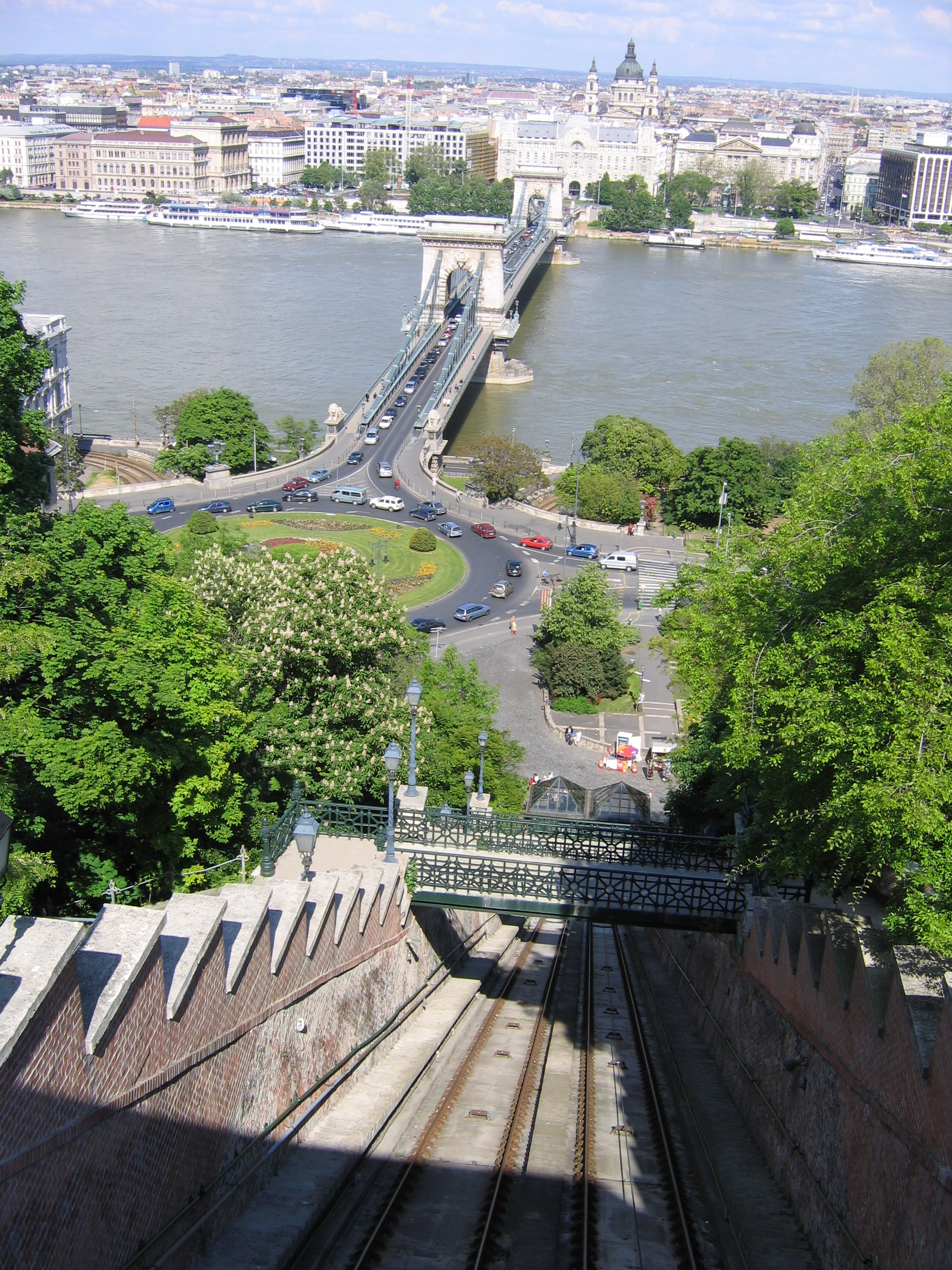
Uitzicht vanuit de kabeltrein
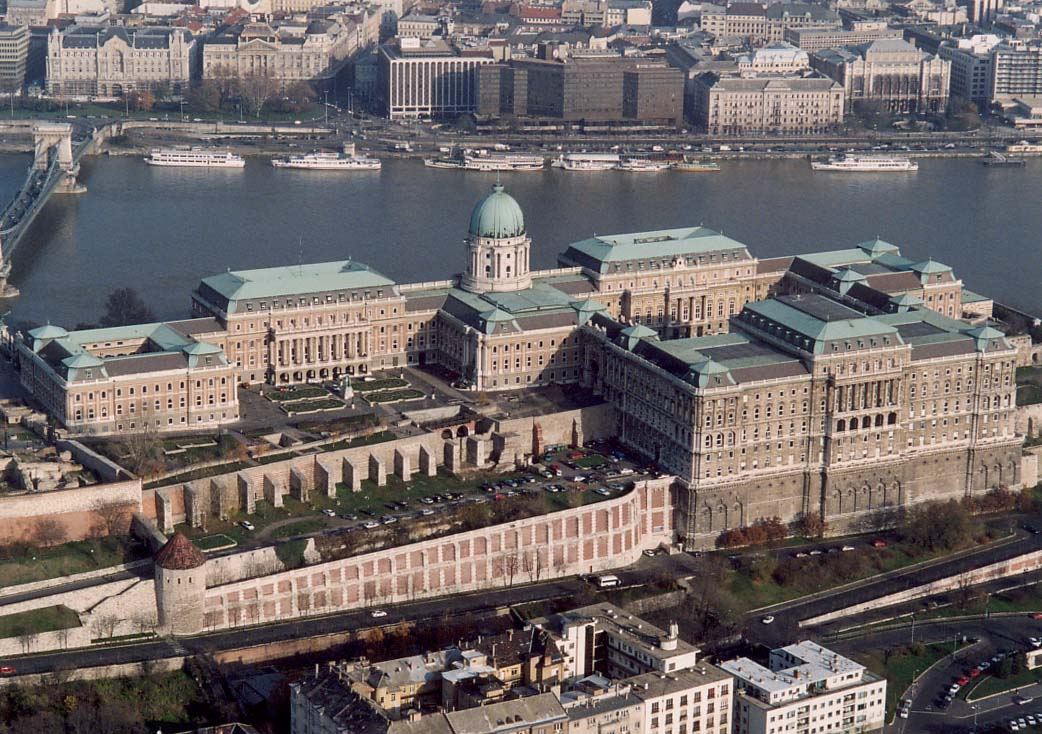
Boeda-kasteel

## Kaart
I · II · III · IV · V · VI · VII · VIII · IX · X · XI · XII · XIII · XIV · XV · XVI · XVII · XVIII · XIX · XX · XXI · XXII · XXIII